# 小鰕鱂
小鰕鱂（学名：Aplocheilus parvus）為輻鰭魚綱鯉齒目鰕鱂亞目鰕鱂科的其中一種，為熱帶淡水魚，分布於亞洲印度及斯里蘭卡淡水、半鹹水流域，體長可達6.3公分，棲息在植被生長茂密的溪流底中層水域，以昆蟲等為食，生活習性不明，可做為觀賞魚。
其种加词“Parvus”意为“小的”。